# José Antonio Serrano Ramos
José Antonio Serrano Ramos (Madrid, 6 d'agost de 1984) és un futbolista madrileny, que ocupa la posició de defensa.
Format al planter del Getafe CF, va arribar a debutar amb el primer equip la temporada 04/05, la temporada de debut dels madrilenys a la màxima categoria. El defensa va disputar un encontre, en el qual va marcar un gol. Va ser el seu únic partit en Lliga amb el Getafe, ja que retornaria al filial, fins que el 2008 marxaria al CD Toledo en busca d'oportunitats.
La temporada 09/10 hi recala al Colmenar Viejo, un modest equip de Madrid.